# Secrets of Great British Castles
Secrets of Great British Castles är en brittisk dokumentärserie i 12 delar som visades under 2015 och hösten 2016 (6 delar per omgång). Serien leds av historieprofessorn Dan Jones.
| Säsong | Slott                | Plats      | Sändningsdatum   |
| ------ | -------------------- | ---------- | ---------------- |
| 1      | Dover Castle         | England    | 3 april 2015     |
| 1      | The Tower of London  | England    | 10 april 2015    |
| 1      | Warwick Castle       | England    | 17 april 2015    |
| 1      | Caernarfon Castle    | Wales      | 24 april 2015    |
| 1      | Stirling Castle      | Skottland  | 1 maj 2015       |
| 1      | Carrickfergus Castle | Nordirland | 8 maj 2015       |
| 2      | Edinburgh Castle     | Skottland  | 28 oktober 2016  |
| 2      | Cardiff Castle       | Wales      | 4 november 2016  |
| 2      | York Castle          | England    | 18 november 2016 |
| 2      | Leeds Castle         | England    | 25 november 2016 |
| 2      | Lancaster Castle     | England    | 2 december 2016  |
| 2      | Arundel Castle       | England    | 9 december 2016  |